# Томинксоз
Томинксо́з, или эуколео́з (Tominxosis), — гельминтоз человека и животных (собак, кошек и пушных зверей) из группы нематодозов, характеризующийся поражением дыхательных путей. Описано несколько случаев заражения человека (впервые у человека описал К. И. Скрябин).
Thominx aerophilus — нитевидная нематода, утончённая к головному концу. Длина самки — 18-20 мм. Яйца бочонковидные, слегка асимметричные, длиной 0,062—0,077 мм, шириной 0,033—0,037 мм.
У животных эти черви паразитируют в бронхах, трахее и носовой полости. Заразится животные могут при случайном поедании заражённых червей. Червь достигает половой зрелости за 25—30 суток и живёт 9—10 месяцев.
Человек заражается, по-видимому, при загрязнении рук содержимым случайно раздавленных дождевых червей. В теле животных и человека личинки совершают миграцию с кровью или лимфой из кишечника в бронхи и трахею; развитие до половозрелой стадии происходит за 25—29 дней. Срок жизни паразита в организме дефинитивного хозяина — около года.
Клиническая картина томинксоза у человека характеризуется длительным течением с явлениями трахеита, бронхита, бронхопневмонии, лающим болезненным коклюшеподобным кашлем с выделением большого количества пенистой слизисто-гнойной мокроты, содержащей спирали Куршманна и эозинофилы, иногда прожилки крови. Болезнь часто протекает в виде астматических приступов с эозинофилией крови до 25—30% и выше, увеличением РОЭ до 45 мм/час.
Диагноз ставят при нахождении яиц гельминта в мокроте или фекалиях.
Лечение заключается в интратрахеальном введении препаратов йода и назначении внутрь дитразина цитрата или левамизола (декариса).
Прогноз благоприятный, однако затянувшийся томинксоз может привести к истощению больного. В связи с сенсибилизацией организма выздоровление даже после гибели паразитов наступает медленно (в течение ряда лет наблюдаются приступы астматического характера).
Профилактика — мытьё рук после земляных работ и рыбалки.